# 黒嶋神宮
黒嶋神宮（くろしまじんぐう、くろしまじんじゃ）は、愛媛県新居浜市にある神社である。式内小社の黒嶋神社に比定されている。旧社格は県社。
大山祇神（おおやまつみ）、木花咲耶姫（このはなさくやびめ）、天之御中主神（アメノミナカヌシノカミ）を主祭神とする。
黒嶋神宮がある黒島は現在は陸続きになっているが、昔は離島であった。島内の樹木が黒々と繁っていたことから黒島と呼ばれたという。

## 縁起

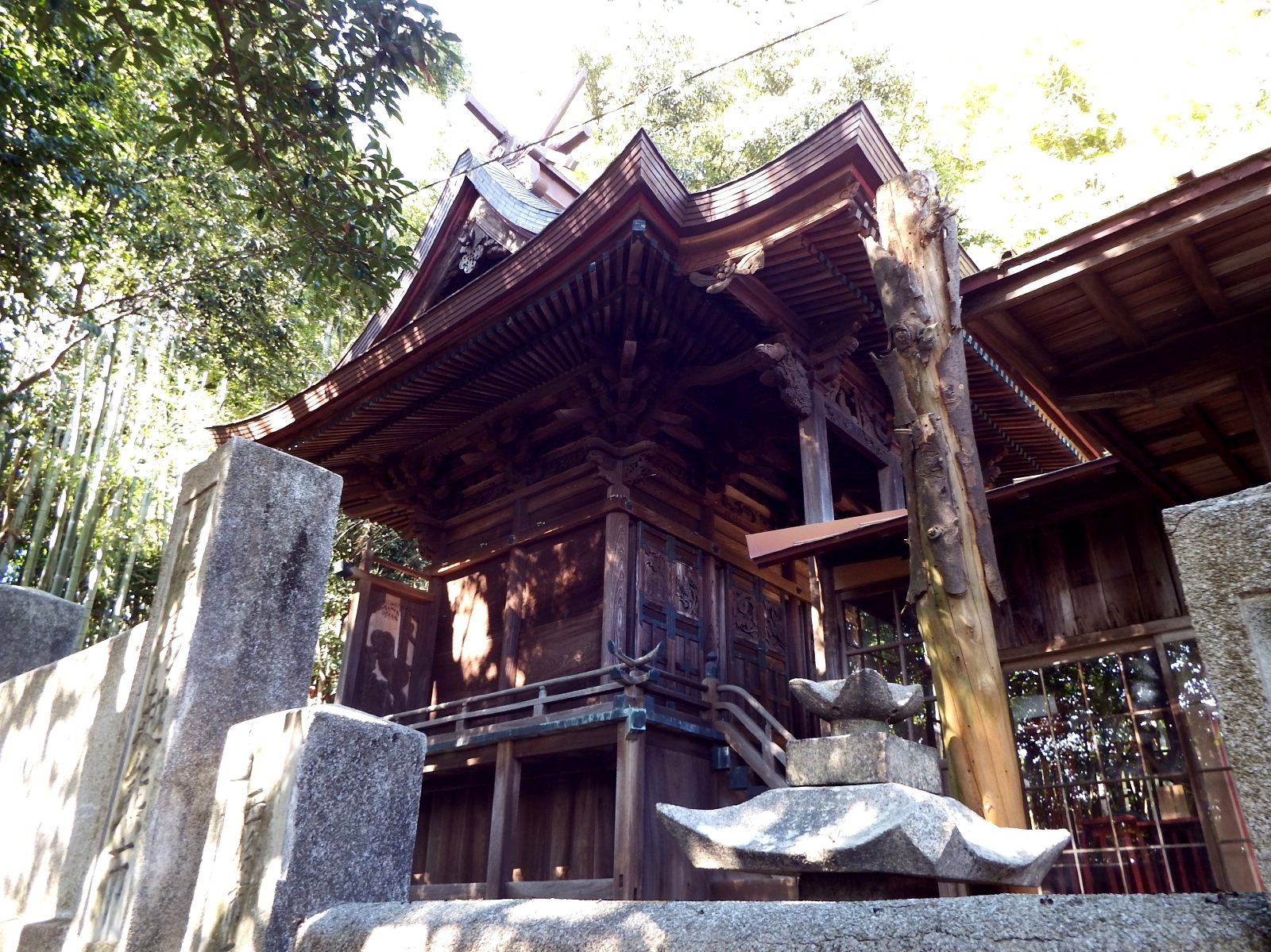
本殿

木花咲耶姫の神徳による安産祈願の神社として長く尊崇を受けており、古くから地域及び安産守護の神として深く信仰を集めている。詳しい創建は不明だが、大伯皇女の逸話よりこの地に祀られたと伝えられている事などから創祀は古く奈良時代頃だと考えられている。（唐・新羅連合軍により滅ぼされた百済の遺臣の援軍要請に応じて白村江の戦いに出兵した中大兄皇子に妊娠中の遠智娘が随行した。瀬戸内海の大伯の海（現在の燧灘）で産気づいた時に黒島に立ち寄り安産祈願をしたところ、無事に大田皇女を出産したと古くからこの地域で伝えられている。）
南北朝時代には南朝の勅願所とされていた。江戸時代には西条藩祈願所六社の一として高2石を寄進されている。

## 摂社
祈願に訪れた際に安産石を1石持ち帰り、無事出産した後にお礼として2石にして返せば、その子は健やかに育つという。
黒嶋神宮の創祀は古く、新居浜市川東地域に鎮座する大足智姫神社、田神社と同じく奈良時代との云われがある。
「黒嶋神社のツバキ群生林」として、新居浜市天然記念物に昭和60年12月5日指定された。
芸予地震（平成13年3月）により三基あった鳥居がすべて倒壊。その翌年（平成13年）に鋼鉄製で新しく一基が建てられている。
- 天神社：祭神・菅原道真
- 稲荷神社：祭神・稲荷神
- 松尾神社：祭神・大山津見神
- 岩長姫神社：祭神・岩長姫神
- 猿田彦神社：猿田彦命
- 若宮神社：若宮等種々有り、おこう神さん

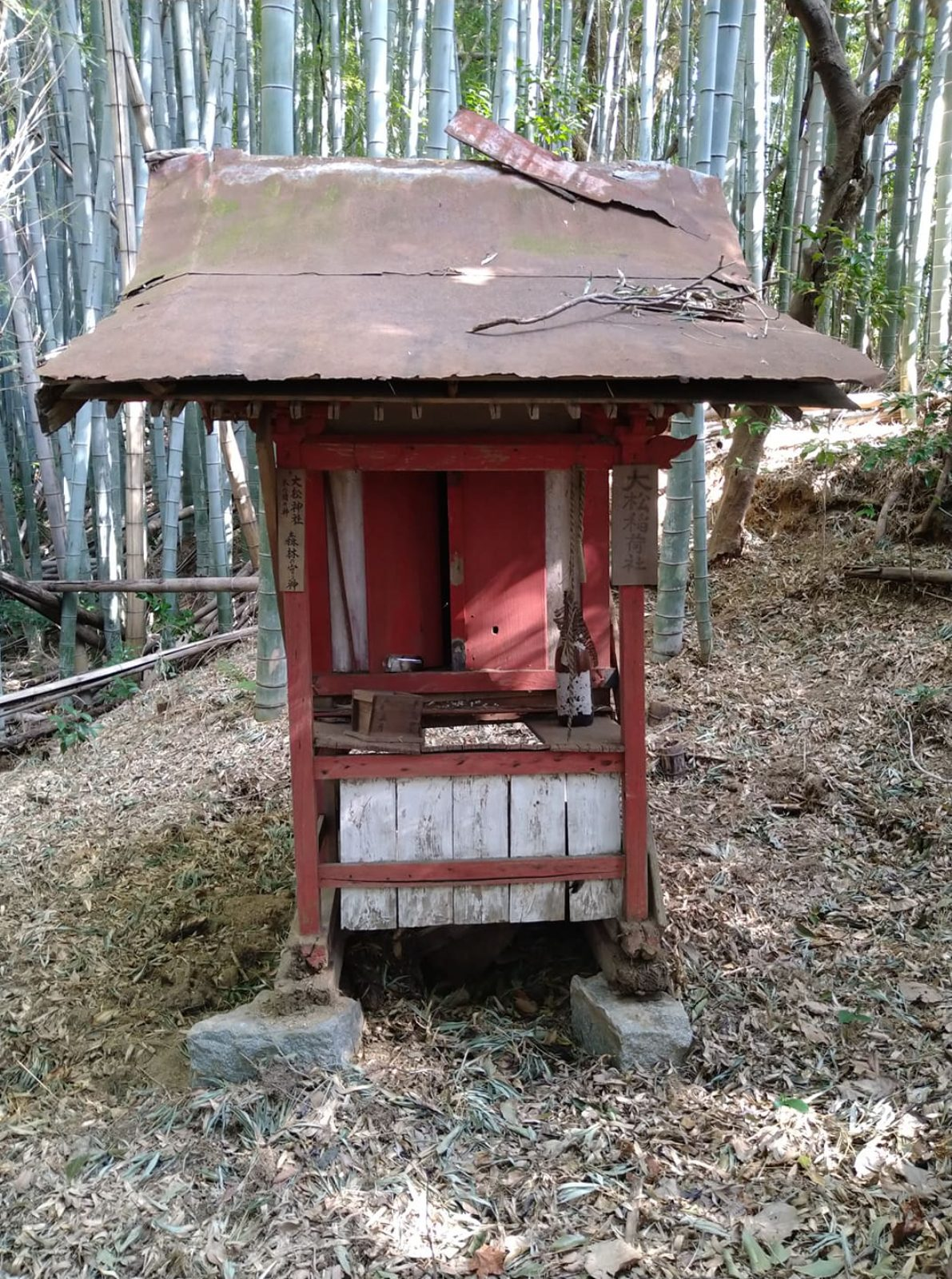
大松神社

- 大松神社：森林の守り神、本殿の背後の山の中にある。